# La historiadora
La historiadora (título original en inglés: The Historian) es la primera novela  escrita por Elizabeth Kostova, publicada en inglés en junio de 2005 por Little, Brown and Company y en español en septiembre del mismo año por Umbriel Editores.  
Elizabeth Kostova dedicó diez años de investigación en el desarrollo de esta novela y recibió 1,6 millones de euros como adelanto por el manuscrito, además de vender los derechos de traducción a 28 idiomas y la adaptación al cine por Sony. Fue un éxito de ventas desde su primer día, cuando superó a El Código da Vinci de Dan Brown y alcanzó el número uno de la lista de ventas. Su autora recibió el premio Hopwood Award de la Universidad de Míchigan en 2003 por la novela en desarrollo y posteriormente el Book Sense Book of the Year en el año 2006 por la Mejor Ficción para Adultos y el Quill Award en la categoría Debut Author of the Year; en español, recibió el premio otorgado por la revista Qué leer como mejor libro extranjero en el 2005.
La novela narra en tres épocas diferentes la búsqueda de la tumba de Vlad Tepes, describiendo al mismo tiempo su vida como figura histórica y el mito de Drácula construido a su alrededor.

## Argumento
La novela relata una investigación de los últimos cinco siglos sobre Vlad Tepes, El Empalador, también conocido como Drácula, a través de los viajes entre un padre y su hija, en busca del paradero de su tumba. Al parecer sobre todo aquel que se atreva a ir tras el príncipe de los no muertos, pesa una maldición peor que la muerte.
Todo comienza con la aparición de un misterioso libro durante la época de estudiante de Paul, el cual, recibe de forma misteriosa un libro con todas las páginas en blanco, y con una xilografía en la página central del símbolo de la Orden del Dragón, institución fundada por el padre de Vlad Tepes.
Ese libro, es un nexo común entre el profesor Rossi (director de la tesis de Paul),  el señor Turgut (un erudito turco que ayuda a Paul y Helen durante la búsqueda de Rossi en Estambul) y el propio Paul.
Cuando Rossi y Paul descubren que son poseedores del libro, el profesor le cuenta a Paul todo lo que ha investigado sobre la figura de Vlad Tepes, y anima al chico a proseguir la investigación que él había abandonado, para lo cual, le hace entrega de unas cartas en las que Rossi, relata los descubrimientos que hace sobre la vida de Drácula.
Justo después de que Rossi entregue las cartas a Paul, el profesor desaparece misteriosamente.
Paralelamente a esta historia, de desarrolla otra narrada por la hija de Paul, que sale en busca de su padre tras la desaparición de éste.
Una de las líneas argumentales de la obra es la referente a la relación entre Paul y su hija. Paul fue incapaz de contarle la verdad sobre la obsesión que le había tomado toda la vida. Ella descubrió entre sus papeles unas cartas dentro de un libro, le preguntó a su padre y este le contó sobre la desaparición del director de su tesis, el profesor Rossi; en ese momento le empieza a hacer partícipe de la búsqueda. Paul visitó bibliotecas en Estambul, monasterios en Rumania y aldeas en Bulgaria persiguiendo el rastro de su mentor. En esa aventura él no estaba solo: le acompaña en todo momento una misteriosa joven que afirma ser la hija del desaparecido Rossi.   
Cuanto más se acercaba a su maestro, también se aproximaba a un misterio que aterrorizó a los sultanes otomanos y que aún hace temblar a los campesinos de la Europa Balcánica.
Un misterio que ha dejado historias sangrientas en los viejos manuscritos, libros y canciones. 
Para Paul al final la búsqueda le significó la muerte, porque a cada paso que daba estaba seguro de que una fuerza maligna lo esperaba, y se guardaba sus dudas al respecto.
No solo Paul investiga lo que le ha pasado a Vlad Tepes y a su profesor, sino que termina dando con verdades muy personales de su querido mentor. 
Elizabeth se va enterando de la verdadera historia de su padre y la desaparición de su madre

## Género y estilo
Los críticos describen a La historiadora como una combinación de múltiples géneros, tales como novela gótica, de aventuras, detectivesca, libro de viajes, novela histórica postmoderna, novela negra, intriga, terror, épica epistolar y thriller histórico.

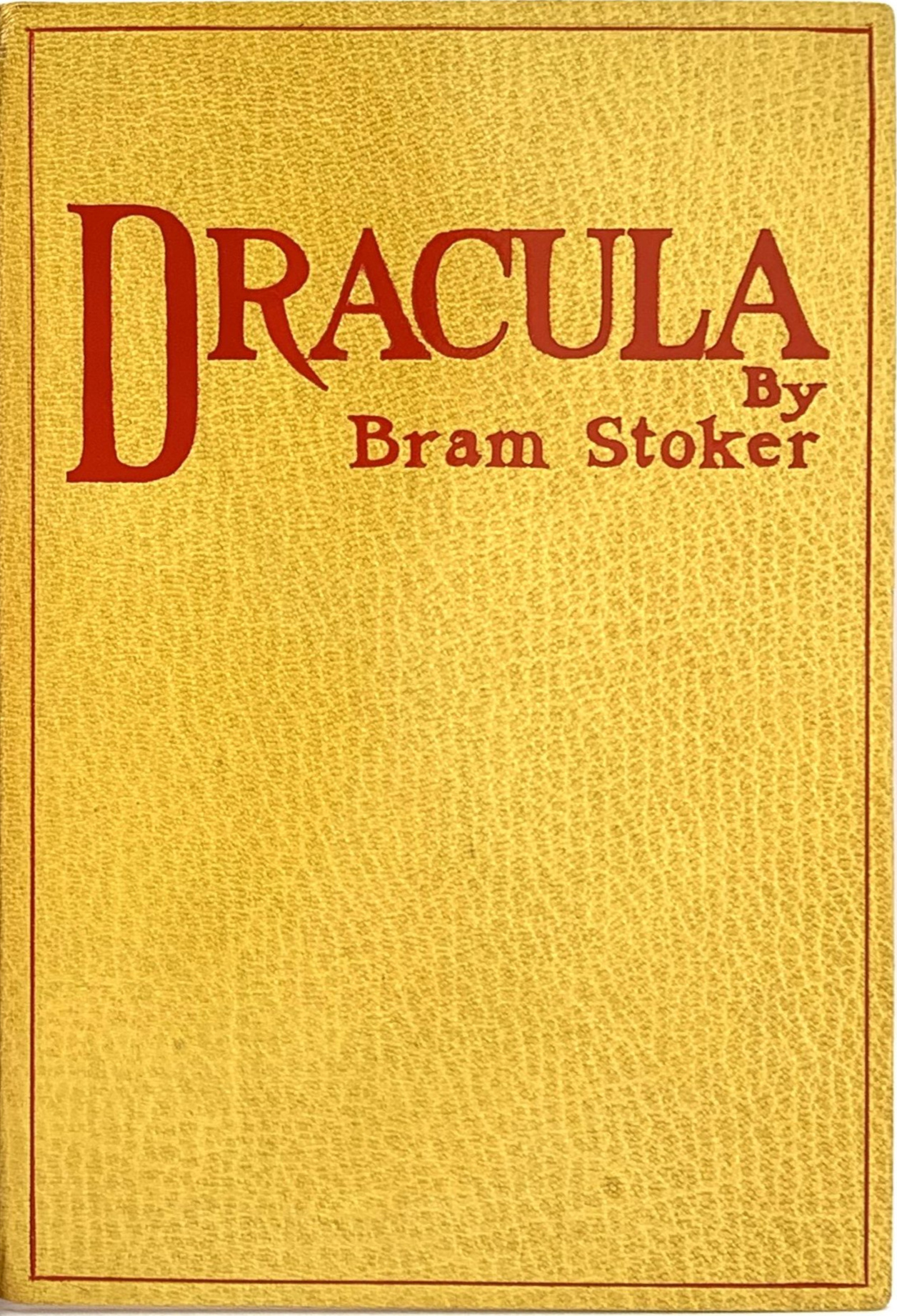
Drácula, de Bram Stoker, fue uno de los principales modelos de la novela de Kostova.

Por su parte, Kostova declara que quería escribir una novela con valor literario donde los protagonistas fueran eruditos y que resultara semejante a las novelas de aventuras del siglo XIX.  Uno de sus referentes fue la novela victoriana de 1968 La piedra lunar, de Wilkie Collins, obra relatada por varios narradores y que presenta varios giros argumentales durante su desarrollo. Sin embargo, el principal ascendiente literario de la novela de Kostova es Drácula de Bram Stoker. Los protagonistas de ambas obras se sienten fascinados y, al mismo tiempo, repelidos por la figura de Drácula y la acción se cuenta a través de una serie de cartas y memorias. La historiadora incluye también varias referencias intertextuales a la creación de Stoker; por ejemplo, Vlad Tepes posee un ejemplar de la novela. Sin embargo, Kostova le da su propio toque al personaje de Drácula; mientras el vampiro de Stoker es el foco de su novela, el de Kostova se mantiene en los márgenes. Más aún, la fusión del Drácula ficticio con el Vlad histórico le da al personaje “una arista siniestra y aterradora”, de acuerdo al académico Stine Fletcher.
A pesar de sus raíces góticas, La historiadora no está llena de violencia ni es una novela de terror. El objetivo de Kostova fue escribir una escalofriante historia de fantasmas victoriana, meta que logra gracias a su estilo realista. Marlene Arpe de The Toronto Star alaba la imaginería de Kostova en particular, citando el siguiente pasaje:

Se alzaba de sus páginas un olor que no era sólo el delicado perfume del papel envejecido y el pergamino agrietado. Se trataba de un hedor a putrefacción, un olor terrible y repugnante, a carne envejecida o corrupta. Nunca lo había percibido antes, y me incliné más, oliendo, incrédulo, y después cerré el libro. Volví a abrirlo al cabo de un momento, y nuevos hedores nauseabundos surgieron de sus páginas. 
El pequeño volumen parecía vivo en mis manos, aunque olía a muerte.

Como Peter Bebergal explica en The Boston Globe, “en vez de transformar la sangre en un fetiche, Kostova lo hace con los documentos (manuscritos, mapas, cartas) y los lugares que los albergan (librerías, archivos y monasterios). Seth Taylor, otro de sus críticos, dice: “el verdadero horror se basa en la posibilidad de lo que es Drácula en realidad”. Por ejemplo, la narradora de la novela comenta:

Lo que más me atormentó aquel día, cuando cerré el cuaderno de notas y me puse el abrigo para ir a casa, no fue la imagen siniestra de Drácula o la descripción del empalamiento, sino el hecho de que estas cosas habían ocurrido de verdad, por lo visto. Si prestaba la suficiente atención, pensé, escucharía los chillidos de los muchachos, de la «familia numerosa» que murió junta. Pese a toda la atención que había dedicado a mi educación en historia, mi padre no me había contado esto: los momentos terribles de la historia eran reales. Ahora comprendo, muchos años más tarde, que no podía decírmelo. Sólo la propia historia puede convencerte de una verdad de este tipo. Y en cuanto has visto esa verdad, cuando la has visto realmente ya no puedes apartar la vista.

El tono y la estructura de la novela se ubican dentro la tradición de valor literario que Kostova quería alcanzar. Por ejemplo, las líneas de tiempo intercaladas sugieren la Posesión de A. S. Byatt y la mezcla de lo académico con lo oculto apunta a El club Dumas de Arturo Pérez-Reverte. Aunque muchos críticos comparan La historiadora con el thriller histórico El código Da Vinci de Dan Brown, Kostova declara que su libro “es parte de una tradición donde el trabajo literario y la experimentación en la forma son tan importantes como la acción... la único que tienen en común es la idea de gente en busca de algo en la historia. Todavía me sorprende cuando la gente hace esta comparación; estoy muy agradecida con que mi editor nunca la promoviera”. Más aún, el único personaje histórico real en su novela es Vlad Tepes y la autora indica que los nombres de algunos lugares están cambiados porque “temía que algunos lectores pudieran confundir la fantasía con la realidad, como lo hicieron con las novelas de Brown”.
Los críticos alaban las suntuosas descripciones de los escenarios y las fascinantes ciudades y países europeos en los que tiene lugar la historia: Ámsterdam, Eslovenia, Rumanía, Bulgaria, Turquía, Francia, Suiza, Italia y Oxford.

## Temas

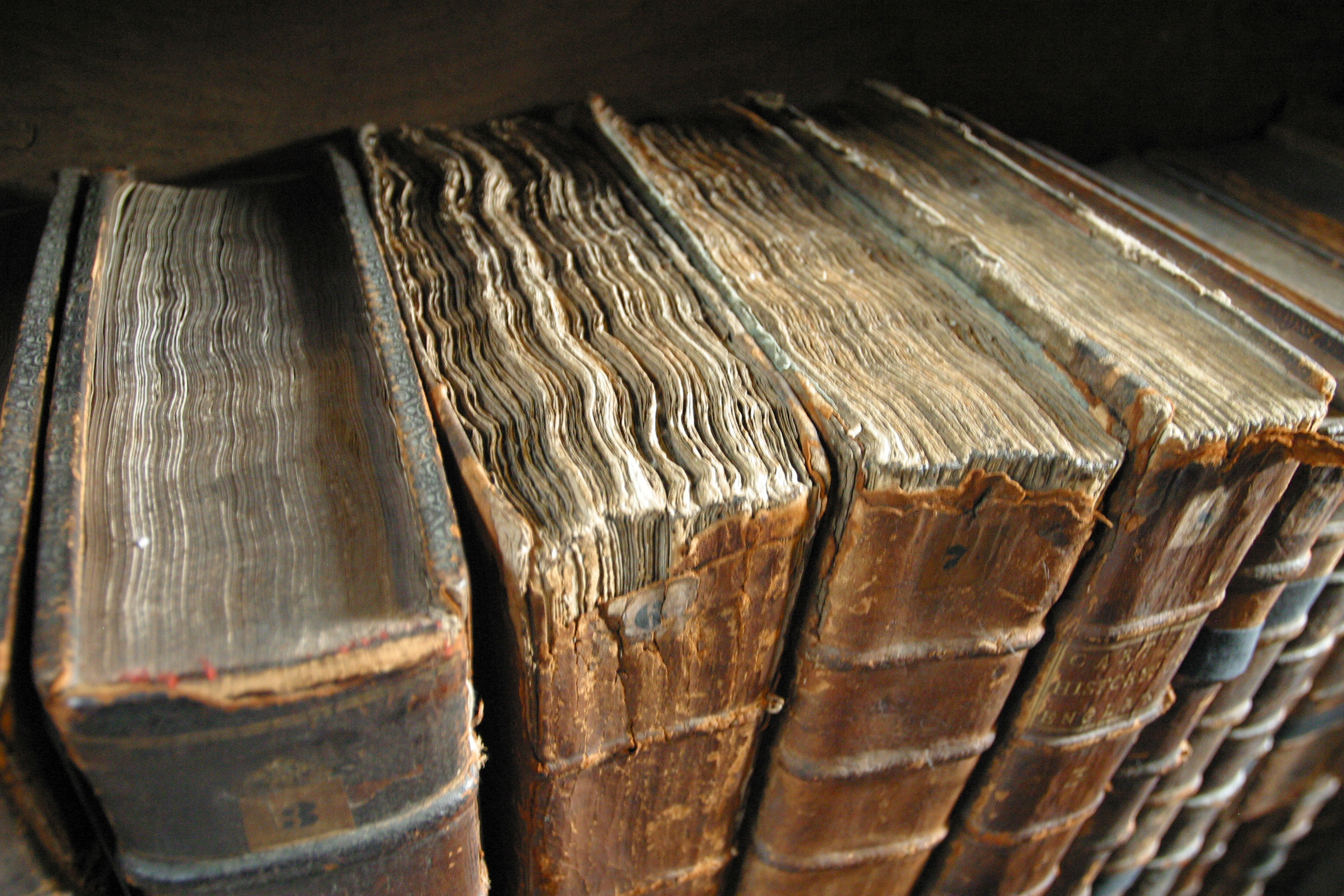
La historiadora está imbuida con "los placeres intelectuales y sensuales que se encuentran en antiguas bibliotecas llenas de polvo, en sus libros empastados en cuero y sus mapas borrosos".

La historia y la cuestión de su papel en la sociedad están presentes a lo largo de la novela. En particular,  plantea que el conocimiento de la historia es poder, especialmente como se encuentra escrita en los libros. El título original, The Historian, al carecer de género, puede referirse a cualquiera de los personajes principales, incluyendo a Drácula. Nancy Baker plantea en The Globe and Mail que la novela trata acerca "del amor a los libros" y del conocimiento y confort que les dan a los personajes –incluso Drácula es un bibliófilo. De manera similar, otro crítico declara que la novela trata sobre el amor a la erudición. En el centro de la novela hay un párrafo que explora las consecuencias, poder pero al mismo tiempo costo, generadas por la obsesión por la erudición.

Es un hecho que los historiadores nos interesamos por lo que es, en parte, un reflejo de nosotros, tal vez un aspecto que preferimos no examinar salvo por mediación de la erudición. También es cierto que, a medida que profundizamos en nuestros intereses, cada vez arraigan más en nuestro ser.

La novela explora los conceptos del bien y del mal y, como argumenta Jessica Treadway en The Chicago Tribune, "es intrigante debido a su acabada inspección sobre lo que constituye el mal y porque existe". Por ejemplo, Drácula le pregunta a Rossi en una ocasión:

La historia nos ha enseñado que la naturaleza del hombre es malvada hasta extremos sublimes. El bien no se puede perfeccionar, pero la maldad sí. ¿Por qué no utiliza su gran mente al servicio de lo que se puede perfeccionar?... No existe pureza como la pureza de los sufrimientos del historiador. Usted poseerá lo que desea todo historiador: la historia será realidad para usted. Nos lavaremos la mente con sangre.

Como explica Kostova: "Drácula es una metáfora sobre el mal que es tan difícil de deshacer en la historia". Se muestra a Drácula, por ejemplo, influenciando a los tiranos de Europa del Este y apoyando el nacional socialismo en Transilvania. Es "vanaglorioso, vengativo y vicioso". Como dice Michael Dirda en The Washington Post, la novela plantea la noción de que "la mayoría de las peores pesadillas de la historia son el resultado de una obediencia irreflexiva a la autoridad, fanatismo idealista que va anulando nuestra simple humanidad seductoramente". En su figura del vampiro, Kostova revela que "nuestro temor a Drácula se debe al miedo de perdernos a nosotros mismos, de renunciar a nuestras identidades de seres humanos". De hecho, nunca se revela el nombre de la narradora sugiriendo que "la búsqueda del lado oscuro de la naturaleza humana es más universal que propia de un personaje en particular".
La religión también es uno de los temas principales de La historiadora. Drácula es cristiano y, como explica Bebergal, "gran parte de lo que atemoriza en la novela es la sugerencia de prácticas heréticas y de monjes conspiradores". Kostova indica que el mundo todavía está "arruinado por conflictos religiosos", por lo tanto, la ficción histórica acerca de este tema es significativa. La sección de la novela ambientada en Estambul, por ejemplo, destaca la dimensión del odio que el Vlad Tepes real sentía por los otomanos, hasta el punto de mantener una guerra santa contra ellos. De manera más específica, Amir Taheri en Ashara Alawsat argumenta que la novela recalca la relación entre el mundo occidental y Turquía. El occidente, que está lastrado por el peso de su pasado (representado por los vampiros), necesita la ayuda de Turquía –y quizás el mundo musulmán por completo–  para recuperarse. Como apunta Taheri, uno de los personajes más entrañables de la novela es el profesor Bora, académico turco que pertenece a una antigua sociedad secreta otomana destinada a derrotar a Drácula. Taheri enfatiza que la novela resalta que "la civilización occidental y el Islam tienen enemigos comunes representados por los vampiros, como el postmodernismo en Europa y el oscurantismo en el mundo musulmán".

## Premios y nominaciones
En 2003, Kostova recibe el Hopwood Award por la novela en desarrollo, premio otorgado por la Universidad de Míchigan para el fomento de la escritura creativa entre sus alumnos y que, de acuerdo a sus propias palabras, le permitió dedicarse a tiempo completo a escribir y así terminar su novela. En 2005, la autora es galardonada con el Quill Award en la categoría de Debut Author of the Year y su novela nominada al International Horror Guild Award.
En 2006, se le otorga el Book Sense Book of the Year Award en la categoría de ficción para adultos. Por su parte, la versión en castellano recibió el premio otorgado por la revista Qué Leer como el mejor libro extranjero del año 2005.